# Gran Consiglio (Appenzello Interno)
Il Gran Consiglio del Canton Appenzello Interno (in tedesco Grosser Rat des Kantons Appenzell Innerrhoden) è il parlamento del Canton Appenzello Interno. Ha sede a Appenzello.

## Composizione
Il Gran Consiglio è composto da 50 membri. I seggi sono assegnati a ciascuno dei cinque distretti del cantone secondo il criterio seguente: a ogni distretto vengono assegnati 4 seggi in rappresentanza del 4/50 della popolazione distrettuale. I 26 seggi rimanenti vengono assegnati proporzionalmente in base ai rimanenti 46/50 della popolazione di ciascun distretto. Il Gran Consiglio si riunisce in sessione ordinaria cinque volte all'anno.
La ripartizione dei seggi tra i vari distretti a settembre 2022 è la seguente:
| Distretto      | Seggi |
| -------------- | ----- |
| Appenzello     | 18    |
| Schwende-Rüte  | 18    |
| Oberegg        | 6     |
| Gonten         | 4     |
| Schlatt-Haslen | 4     |

## Compiti
A differenza di altri cantoni, il Gran Consiglio di Appenzello Interno non dispone del potere legislativo, che spetta invece alla Landsgemeinde. Viene invece definito dalla costituzione cantonale come "organo amministrativo". Tuttavia il Gran Consiglio mantiene alcuni compiti tipici degli altri gran consigli cantonali, fra cui l'approvazione del bilancio, dell'imposizione fiscale, l'attività di vigilanza sugli altri organi cantonali e l'approvazione delle domande di grazia.
Uno dei suoi compiti più importanti è la messa a punto dell'ordine del giorno della Landsgemeinde e l'esame delle proposte presentate dal Consiglio di Stato. Inoltre può sottoporre alla Landsgemeinde progetti di revisione costituzionale e disegni di legge, e emana ordinanze e regolamenti di esecuzione delle leggi del cantone.